# Peso-meio-médio (MMA)

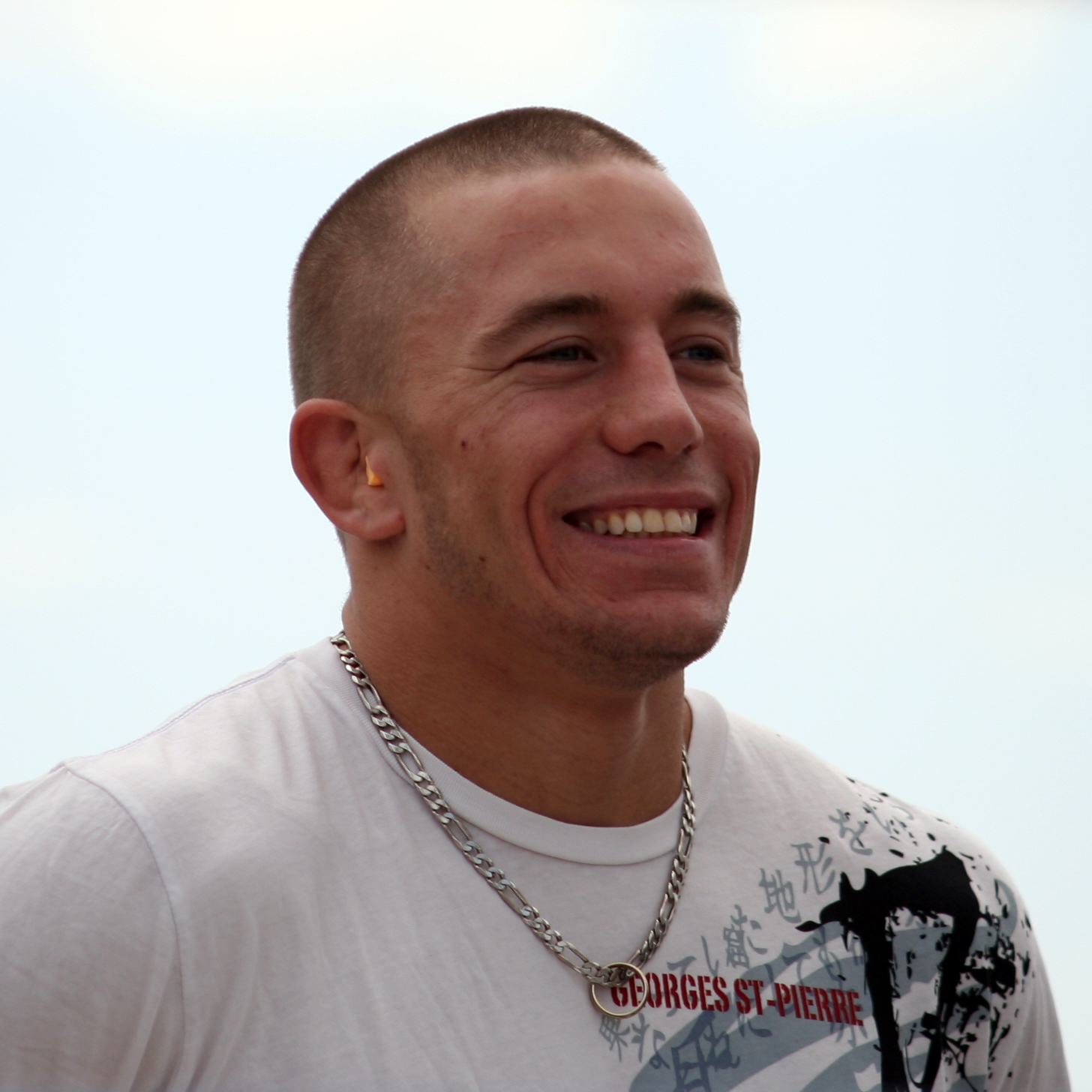
Georges St. Pierre, ex-campeão do peso meio-médio do UFC

Pesos-meio-médios (em inglês: welterweight) é uma divisão de pesos nas artes marciais mistas e pode referir-se a diversas classes de peso:
- A divisão de pesos-meio-médios do UFC aceita lutadores entre 156 até 170 lb (71 para 77 kg).[1]
- Shooto possui divisão de pesos em 144 e 154 lb (66 e 70& kg).
- Pride FC limitava seus lutadores de pesos-meio-médios em 183 lb (83 kg).
- ONE Championship limita seus lutadores de pesos-meio-médios em 183 lb (83 kg).

## Termologia
Muitas outras organizações esportivas utilizam o peso-meio-médio, como boxe, kickboxing, e  muay thai, definindo a divisão em 147 lbs. Todavia, a divisão do MMA é ligeiramente mais pesada do que nesses esportes. 
Para uniformidade, os sites de MMA dos EUA generalizam a divisão entre 156 e 170 lb (71 e 77 kg).
O limite de pesos-meio-médios foi definido pela Comissão de Atletismo do Estado de Nevada em 170 lb (77 kg).

### Atuais campeões
| Organização      | Desde                   | Campeão              | Cartel | Defesas |
| ---------------- | ----------------------- | -------------------- | ------ | ------- |
| UFC              | 10 de maio de 2025      | Jack Della Maddalena | 18–2   | 0       |
| Bellator MMA     | 11 de junho de 2021     | Yaroslav Amosov      | 26–0   | 0       |
| ONE Championship | 25 de outubro de 2019   | Kiamrian Abbasov     | 23–4   | 1       |
| KSW              | 22 de abril de 2023     | Adrian Bartosinski   | 16–1   | 3       |
| ACA              | 26 de fevereiro de 2021 | Abubakar Vagaev      | 21–3   | 1       |